# Herb Szklarskiej Poręby
Herb Szklarskiej Poręby – jeden z symboli miasta Szklarska Poręba w postaci herbu.

## Wygląd i symbolika
Tarcza herbowa jest trójdzielna w następujący sposób: cała tarcza jest dwudzielna w pas i dodatkowo dolna część tarczy jest dwudzielna w słup. W górnym srebrnym polu puchar z nakrywką, wykonane ze szkła rubinowego. W dolnym, heraldycznie prawym polu brązowa karpa na błękitnym tle, w dolnym lewym polu – srebrne gęsie pióro z lewa w skos na zielonym tle.
Herb nawiązuje do produkcji szkła rubinowego w dawnej hucie Karlstal-Orle (puchar) oraz do niemieckiej nazwy miasta Schreiberhau: pióro jest symbolem pisarza (niem. Schreiber), a pień drzewa symbolizuje zrąb (-hau), na którym powstało miasto.

## Historia
pochodzi z 1930 roku. W 2011 Komisja Heraldyczna działająca przy MSWiA zakwestionowała wizerunek herbu jako niezgodny z zasadami tworzenia herbów. Komisja zakwestionowała m.in. kształt tarczy herbowej oraz zwróciła uwagę na naruszenie alternacji heraldycznej przez umieszczenie brązowego pnia na niebieskim tle.